# 科布勒斯灣
科布勒斯灣（英語：Cobblers Cove），是南極洲的海灣，位於南喬治亞群島，處於戈德蘇爾灣入口處以西1公里，在1929年由英國研究隊繪入地圖和命名，由英國海外領土管轄。